# Strophanthus mortehanii
Strophanthus mortehanii är en oleanderväxtart som beskrevs av De Wild.. Strophanthus mortehanii ingår i släktet Strophanthus och familjen oleanderväxter. Inga underarter finns listade i Catalogue of Life.